# Nhái bầu bút lơ
Nhái bầu bút lơ (tên khoa học: Microhyla butleri) là một loài ếch trong họ Microhylidae. Chúng được tìm thấy ở Campuchia, Trung Quốc, Hồng Kông, Lào, Malaysia, Myanmar, Singapore, Đài Loan, Thái Lan, và Việt Nam.
Các môi trường sống tự nhiên của chúng là các khu rừng ẩm ướt, đất thấp nhiệt đới hoặc cận nhiệt đới, rừng mây ẩm nhiệt đới và cận nhiệt đới, vùng đất ẩm có cây bụi nhiệt đới hoặc cận nhiệt đới, đầm nước, đầm nước ngọt có nước theo mùa, đất canh tác, các đồn điền, vườn nông thôn, ao, hố lộ thiên, và đất có tưới tiêu. Nó không được xem là bị đe dọa theo IUCN.

## Hình ảnh

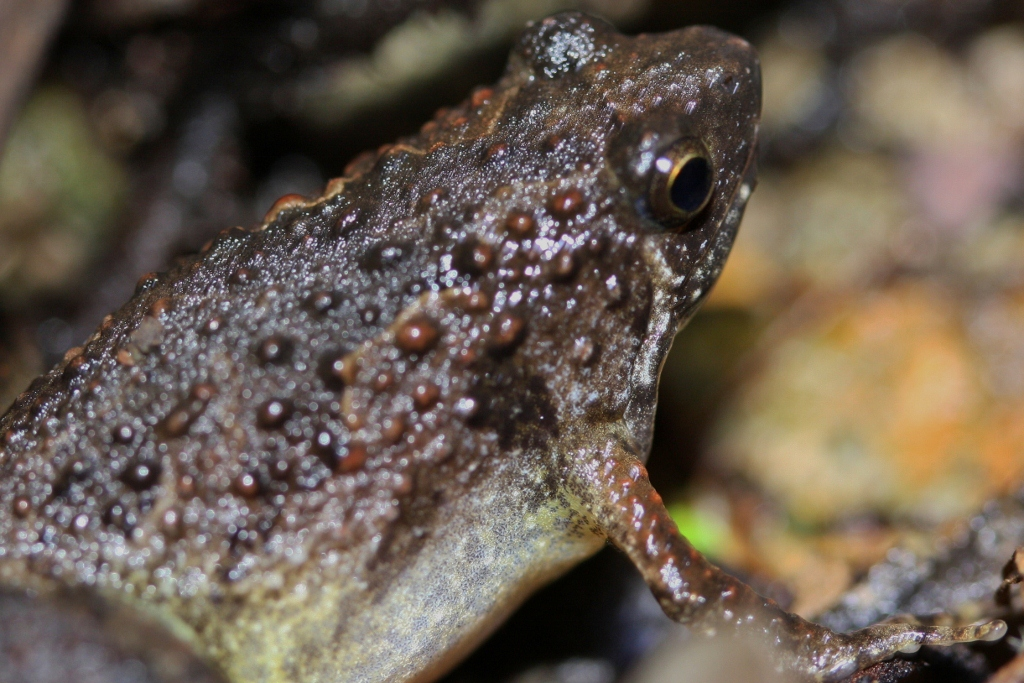
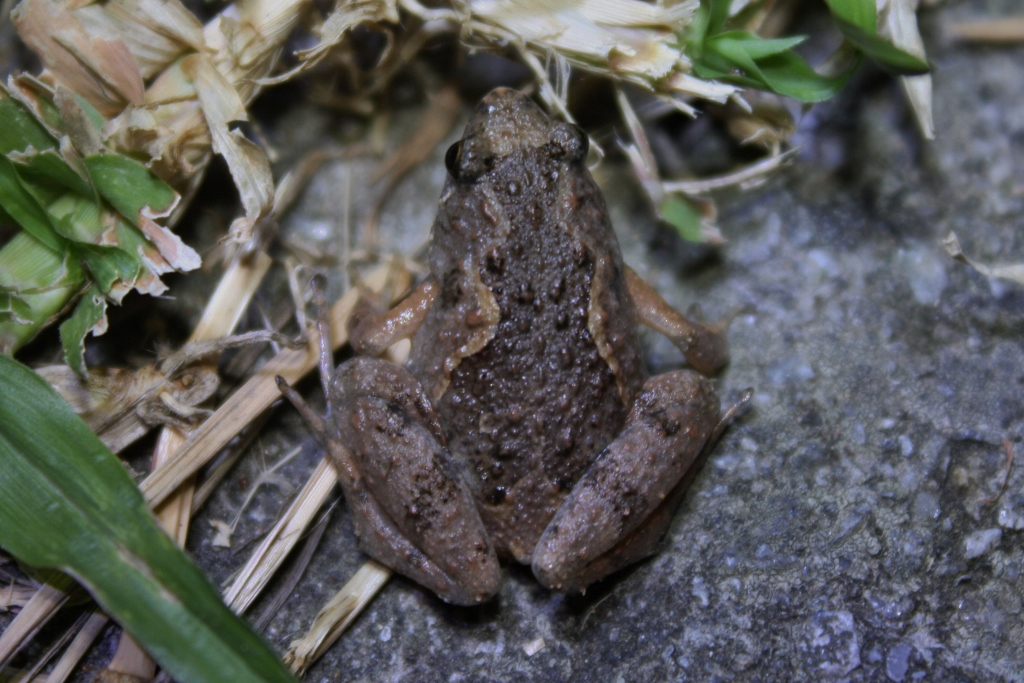
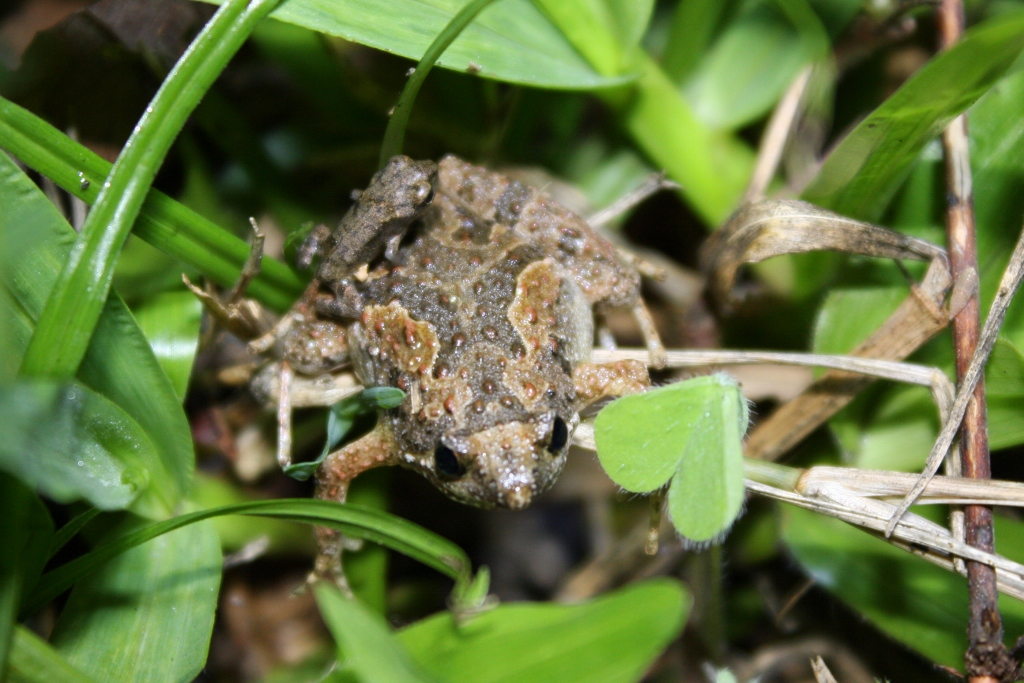
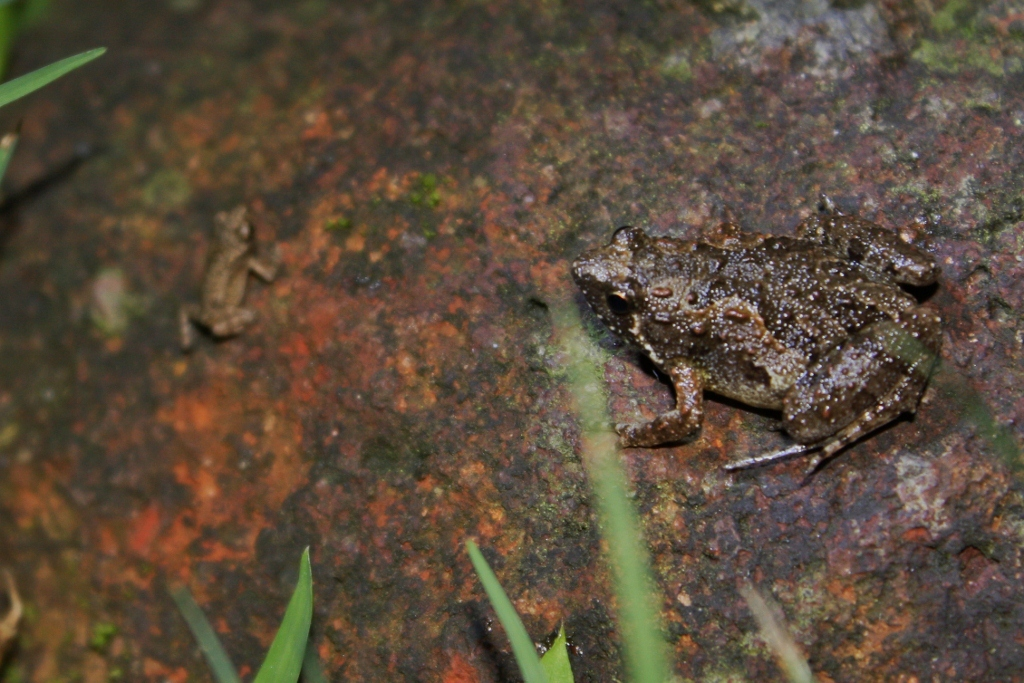